# Vladas Byla
Vladas Byla (fl. XX secolo) è stato un calciatore lituano, di ruolo centrocampista.

## Carriera

### Club
Ha sempre giocato nel campionato lituano.

### Nazionale
Ha rappresentato la nazionale lituana in occasione delle Olimpiadi del 1924.

## Palmarès

### Club

#### Competizioni nazionali
- Campionato lituano: 1

LFLS Kaunas: 1923